# Crotonia longibulbula
Crotonia longibulbula är en kvalsterart som beskrevs av Malcolm Luxton 1982. Crotonia longibulbula ingår i släktet Crotonia och familjen Crotoniidae. Inga underarter finns listade i Catalogue of Life.